# 耶得尼亞-克拉科夫特權法
耶得尼亞－克拉科夫特權法為瓦迪斯瓦夫·雅蓋沃所頒布的貴族特權法。其目的是要藉此換取波蘭貴族保證，波蘭王位將由其子瓦迪斯瓦夫三世・雅蓋隆契克繼承，使亞蓋隆王朝得以延續。    

## 法案的创立与颁布
法案的內文於1425年在庫亞維地區的布熱希奇擬定完成，1430年於耶得尼亞耶得尼亞頒布，1433年於克拉科夫獲得批准。    

## 法案内容
這部法案為貴族提供：
- 人身保障權，國王及其官員不得在未經法院最終判決下侵犯此權利。
- 國王承諾任何人未經法院判決，不會遭到逮捕（neminem captivabimus nisi iure victum）。
- 高級教士職權之專有。

國王同時也承諾國內平等，凡在國土之上，連同羅斯之地，皆適用同一法律及法典。這代表了國王對東正教貴族臣屬態度的轉變。（唯一維持不變的是羅斯貴族以燕麥繳納的特別稅目，但這項義務僅需盡至老國王瓦迪斯瓦夫・雅蓋沃逝世。）此同等對待原則並未涉及立陶宛的東正教貴族。

## 类似法律
英國直到1697年才通過類似的《人身保護令》。